# さよなら、クロ
『さよなら、クロ』は、2003年にシネカノンが配給した日本映画。主演は妻夫木聡。監督は松岡錠司。

## 概説
長野県松本深志高校での実話に基づき、身寄りのない犬が迷い込んだ高校の生徒や職員と繰り広げた心温まる交流を描いた物語である。
サブタイトルは、「世界一幸せな犬の物語」。

## あらすじ
昭和30年代半ばの長野県松本市。身寄りのないメス犬「クロ」は、迷い込んだ秋津高校の生徒である木村亮介（妻夫木聡）が登校途中に自らの弁当を与えたことをきっかけに木村になつく。その頃、学校の文化祭で出し物の準備をしていたときに、木村は出し物に使う作り物の「犬」を壊してしまう。そこに、「クロ」があらわれて、文化祭の出し物に参加し、学校に住み着くようになる。
その後は用務員に世話をしてもらいながら職員会議に出席、授業の見回りや夜間警備にも同行するなど名実ともに「もう一人の職員」となる。雪子がクラスメート・孝二の死のショックから自殺しようとしたのを止めに入ったのもクロだった。
それから10年後。毎朝牛乳配達をしている妹思いの生徒・森下賢治は貧しさから大学進学をあきらめ自暴自棄になっている。森下はケンカや恐喝に走ったり、10年前にクロが産んだ犬を飼っている同級生の矢部（かつては親友だったが、いつの間にか仲違いしてしまった）とよくトラブルを起こしたりしていた。喧嘩の現場を草間教頭とクロに見られてしまう森下。
一方、亮介は東京の大学を卒業後、住宅街の動物病院の獣医師となっていた。雪子は高校卒業後、地元の役場につとめる公務員となっていた。
ある日、旧友・守の結婚式に参列するため帰郷した亮介は、母校にも立ち寄る。だが、そこでクロの異変に気づき、地元の動物病院に連れて行く。その結果、クロは、「手術が必要」と診断された。
それを知った在校生は募金活動に立ち上がる。その中で森下も生活態度を改め、大学の夜間部に進学する決意をするが…。

## キャスト

### クロが学校に住み着き始めたころの生徒
- 木村亮介 - 妻夫木聡：主人公。登校途中に付いてきた身寄りのない犬・クロに自分の弁当を与えたことからクロとの交流が始まる。
高校卒業後上京。東京の大学で獣医学を修め、卒業後は東京の住宅街の動物病院の獣医師になる。守の結婚式参列のため帰郷したついでに母校に立ち寄り、クロの異変に気づき地元の動物病院に連れて行くが…。
- 五十嵐雪子 - 伊藤歩：主人公の同級生。孝二の死のショックから自殺しようとしたところ、クロが止めに入る。高校卒業後、公務員になる。一度結婚をするも失敗。
- 神戸孝二 - 新井浩文：主人公の恋敵。バイク事故で亡くなる。
- 斎藤守 - 佐藤隆太：主人公の旧友。
- 宮本伸二 - 近藤公園
- 横川町子 - 三輪明日美

### クロが学校に住み着いて10年後の生徒
- 森下賢治 - 金井勇太

毎朝の牛乳配達のついでにクロに牛乳を与えている。
頑張り屋で妹思いだが、貧しさから大学進学をあきらめて自暴自棄になり、ケンカや恐喝に走る。
しかし、ひょんなことからクロが「手術を要する重い病に冒されている」と診断されたことを知り、募金活動に参加。クロへの温かな心を知る中で自らの投げやりな生活態度を改め、大学の夜間部に通うことを決意する。
- 矢部一樹 - 内野謙太

### 教職員・その他
- 三枝昭吾 - 田辺誠一
- 草間敏（数学担当・10年後は教頭） - 塩見三省
- 谷川まさる ‐ 緋田康人
- 木村光枝（亮介の母） ‐ 山村美智
- 孝二の父 ‐ 小沢象
- 孝二の母 ‐ 角替和枝
- 成瀬教頭（クロが学校に住み着き始めたころの教頭） ‐ 綾田俊樹
- 溝口校長（クロが学校に住み着き始めたころの校長） ‐ 山谷初男
- 花園修造（クロを診察した獣医） ‐ 柄本明
- 花園直子（修造の妻） ‐ 根岸季衣
- 森下照代（賢治の母） ‐ りりィ
- 森下京子（賢治の妹） ‐ 高松いく
- 牧野校長（クロが住み着いて10年後の校長） - 渡辺美佐子
- 大河内徳次郎（用務員） - 井川比佐志
- 結城えり（養護教諭） - 余貴美子

## スタッフ
- 監督：松岡錠司
- 製作者：李鳳宇、遠谷信幸、石川富康、川島晴男、甲斐直樹
- プロデューサー：雨宮有三郎、神成文雄、鈴木一美
- 原作：藤岡改造（元長野県松本深志高等学校国語科教諭）「職員会議に出た犬・クロ」（郷土出版社 ISBN 4876633886）
- 脚本：松岡錠司、平松恵美子、石川勝己
- 音楽：Unknown Soup & Spice[1]
- 音楽プロデュース：岩代太郎[1]
- 主題歌：財津和夫「青春の影」
- スコアアレンジメント：岩代太郎、中山信彦、深澤秀行
- ドッグトレーナー：山本一
- 撮影：笠松則通
- 照明：石田健司
- 録音：柿澤潔
- 美術：小川富美夫
- 編集：普嶋信一
- 助監督：板庇竜彦
- 音響効果：カモメファン（渡部健一）
- 現像：東京現像所
- 協力：長野県、長野県教育委員会、松本市、松本教育委員会、松本商工会議所
- 撮影協力：松本市ロケ支援係、信州上田フィルムコミッション　ほか
- 協賛：株式会社井上、信州名鉄運輸グループ、信濃毎日新聞社、セイコーエプソン、林友
- 製作協力：「クロ」の会、株式会社仕事、KИHO（キノ）
- 企画協力：コチ・プラン・ピクチャーズ
- 製作委員会メンバー：シネカノン、電通、衛星劇場、ハピネット・ピクチャーズ、アーティストフィルム
- 配給：シネカノン

## 受賞
- 第25回ヨコハマ映画祭
  - 日本映画ベストテン 第8位
  - 主演男優賞
  - 助演女優賞
  - 技術賞（撮影）
- 第77回キネマ旬報ベスト・テン
  - 読者選出ベストテン 第8位
  - 最優秀主演男優賞

## その他
この物語は、長野県松本市にある松本深志高等学校で実際にあった話をもとに構成されている。撮影は深志高校をはじめとする長野県内の学校等を用いて行われ、撮影当時、深志高校に在籍していた生徒や職員もエキストラ出演している。
作中では「秋津高校」となっているが、深志高校の校章に描かれたトンボの異名に由来する。
フジテレビで放送された『白線流し』の舞台も松本市である。白線流しの主人公たちが通う「松本北高校」（架空）のロケは松商学園で行われたが、学校自体のモデルは松本深志高等学校であると言われている。また、本作品で養護教諭を演じる余貴美子は、白線流しではヒロインの担任を演じていた。
クロ役を演じていたのは、ドッグトレーナーの山本一の飼っていた雑種のクロ、当時12歳、人間でいうと65歳ぐらいのお婆さんであった。若い頃の役のときは白髪を化粧品で隠した。